# Robert Zellinger de Balkany
Pour les articles homonymes, voir Balkany.
Robert Zellinger de Balkany (ou par convenance Robert de Balkany), né le 4 août 1931 à Iclod (près de Cluj-Napoca) en Roumanie et mort le 19 septembre 2015, est un homme d'affaires et promoteur immobilier français d'origine hongroise.

## Biographie
Robert de Balkany est le fils d'Aladar Zellinger-Balkányi (1900-1984), entrepreneur de travaux publics naturalisé français en 1956, (lui même né le 11 juillet 1900 à Buciumi, alors en Autriche-Hongrie, à présent en Roumanie).
Selon les déclarations de Patrick Balkany sur BFMTV devant Apolline de Malherbe, le 23 juin 2019, le père de Robert Zellinger de Balkany serait le cousin du père de Patrick Balkany .
Le jeune Robert étudie l'architecture aux États-Unis pour embrasser une carrière de promoteur immobilier, comme son père. Il découvre aux États-Unis le concept des grands centres commerciaux et décide de l'importer en France.
Avec l'aide de l'architecte Claude Balick, ils démarrent l'expérience en construisant une résidence de qualité avec commerces intégrés à La Celle Saint-Cloud-Élysée 1 est achevée en 1963.
Ils renouvellent l'expérience d'un habitat moderne et l'American Way of Life, avec toutes les commodités à portée de main. Le projet se situe toujours à la Celle Saint-Cloud, mais d'une plus grande ampleur. Il comprend 1250 appartements, un vrai centre commercial avec un drugstore (Drug' West), un bowling, un cinéma, une chapelle, une piscine et des tennis - Élysée 2 est livrée à partir de 1964. De nombreuses vedettes, dont Dalí et Cocteau feront la promotion.
Forts de leurs succès, le promoteur et son architecte fétiche livrent, en novembre 1969, un très grand complexe au Chesnay-Parly 2. Il se situe aussi dans la banlieue ouest de Paris et après avoir défrayé la chronique, Parly 2 associe un très grand centre commercial à un immense ensemble résidentiel en copropriété.
« En réalité, Parly 2 est la copie servile d’un centre commercial qui avait été fait par l’architecte Victor Gruen à Edina dans la banlieue de Minneapolis » – explique son associé Jean-Louis Solal.
Un centre commercial du même type l'a précédé de peu, en octobre 1969 : Cap 3000 à Saint-Laurent-du-Var, près de Nice, sur un peu plus de 134 000 m².
Quoi qu'il en soit, la réalisation rencontre un grand succès et l'entreprise fondée par Robert de Balkany, SCC (Shopping Center Company), va décliner le concept non seulement en région parisienne (Rosny 2, Vélizy 2, Évry 2, Ulis 2), mais aussi en province (La Part-Dieu à Lyon, etc.), puis dans divers pays européens et au Moyen-Orient.
Robert de Balkany a profondément transformé l'urbanisme en Île-de-France. Il est avec Claude Balick, son architecte fétiche, à l'origine de nombreux projets immobiliers et architecturaux novateurs par leur taille et la qualité de leur urbanisme : Élysée 1 puis Élysée 2, le parc Saint-Cyr, les parc, résidence et square Montaigne à Fontenay-le-Fleury, la résidence Matignon à Ville d’Avray puis la plus grande copropriété d'Europe Parly 2, de 1968 à 1978 avec quelque 7 500 appartements, jouxtant le centre commercial du même nom et enfin Grigny 2. Par la suite, Balkany se tourne vers la réalisation et la gestion de nombreux centres commerciaux en France, en Europe et à travers le monde.
En septembre 2016, une partie de ses pièces de collection d'antiquités est mise aux enchères par Sotheby's.

## Vie privée
Robert de Balkany a épousé en premières noces Geneviève, fille de l'ambassadeur André François-Poncet, en 1957, dont il a divorcé en 1966. Il s'est marié en secondes noces en 1969 avec Marie-Gabrielle de Savoie, fille du dernier roi d'Italie, Umberto II ; ils ont divorcé en 1990. Il a eu deux filles de sa première épouse et une de la seconde. Il possédait le château de Sainte-Mesme (Yvelines), près de Rambouillet, le château Balsan, à Èze, dans les Alpes-Maritimes, le palais Lancellotti, à Rome, et l'hôtel de Feuquières, un hôtel particulier situé au 62, rue de Varenne, à Paris.